# San Onofre
San Onofre là một khu tự quản thuộc tỉnh Sucre, Colombia. Thủ phủ của khu tự quản San Onofre đóng tại San Onofre Khu tự quản San Onofre có diện tích 1049 ki lô mét vuông. Đến thời điểm ngày 28 tháng 5 năm 2005, khu tự quản San Onofre có dân số 38931 người.